# Газгиреев, Юшаа Орснакиевич
Юшаа Орснакиевич Газгиреев (род. 16 апреля 1958, Насыр-Корт, Чечено-Ингушская АССР) — бизнесмен, российский государственный деятель, депутат Государственной Думы VII созыва, член фракции «Единая Россия», член комитета по энергетике.

## Биография
В 1984 году получил высшее образование, окончив нефтепромысловый факультет Грозненского государственного нефтяного института им. академика М. Д. Миллионщикова. В 2008 году прошёл переподготовку в Московской международной школе бизнеса. В 2004 году защитил кандидатскую диссертацию в Тюменском государственном нефтегазовом университете на тему «Исследование и разработка облегченных расширяющихся тампонажных растворов для цементирования скважин в криолитозоне». Присвоена учёная степень кандидата технических наук.
В 1984 году, окончив ВУЗ, по распределению был направлен на работу в Новый Уренгой. Работал в Уренгойской экспедиции глубокого бурения № 1, бурильщиком 4-го разряда. В начале 1990-х годов был назначен на работу в «Объединение Тюменьгоргаз», впоследствии работал в ООО «Газпром бурение» в должности начальника управления маркетинга.
По сведениям газеты «Коммерсантъ», с 2003 по 2013 год являлся собственником ООО «Спецтехсервис-1». Занимался девелопментом, в 2015 году закончил строительство и открыл в г. Магас Дом торжеств «Гранд Палас». Является его собственником, общая площадь — 3 тыс. 869 кв. м).
В 2016 году выдвигался от партии «Единая Россия» в депутаты Госдумы, по итогам выборов в депутаты не прошел. В сентябре 2016 года Ю. О. Газгиреев получил вакантный мандат Юнус-Бека Евкурова, отказавшегося покинуть пост президента Республики Ингушетия.

## Законотворческая деятельность
С 2016 по 2019 год, в течение исполнения полномочий депутата Государственной Думы VII созыва, выступил соавтором 15 законодательных инициатив и поправок к проектам федеральных законов.